# Рогожкин, Виталий Васильевич
Виталий Васильевич Рогожкин (род. 21 января 1976, Минск) — белорусский футболист, крайний защитник и полузащитник, тренер. Мастер спорта Белоруссии.

## Биография
Воспитанник минской футбольной школы «Смена», первый тренер — Николай Николаевич Едалов. Взрослую карьеру начал в 1992 году в старшей команде «Смены» в третьем дивизионе Белоруссии.
В 1993 году перешёл в клуб высшей лиги из Витебска, носивший названия КИМ/«Двина»/«Локомотив-96». В витебской команде провёл пять сезонов с перерывом, сыграв более 90 матчей. Становился серебряным (1994/95) и бронзовым (1993/94) призёром чемпионата страны, обладателем Кубка Белоруссии (1998). В 1997 году на время покидал команду и играл за минское «Динамо-93».
В 1999 году перешёл в БАТЭ, с которым в том же сезоне завоевал чемпионский титул, а в следующих двух сезонах был вторым и третьим. В составе борисовского клуба принимал участие в матчах еврокубков, в том числе в игре Кубка УЕФА в 2001 году против «Милана», где был замечен итальянскими специалистами. В сентябре 2001 года перешёл на правах аренды в клуб Серии B «Сиена», сыграл за сезон 12 матчей в чемпионате и принимал участие в кубковых играх против «Лацио». Летом 2002 года вернулся в БАТЭ и по итогам сезона снова стал чемпионом Белоруссии.
В ходе сезона 2003 года перешёл в игравший в первой лиге МТЗ-РИПО, стал серебряным призёром турнира. Затем играл в высшей лиге за «Торпедо-СКА» (Минск), «Нафтан», «Неман» (Гродно) и «Сморгонь». В конце карьеры выступал во второй лиге за «Слуцксахар».
Всего в высшей лиге Белоруссии сыграл 299 матчей и забил 14 голов.
Выступал за юношескую и молодёжную сборную Белоруссии.
После окончания игровой карьеры стал работать детско-юношеским тренером в БАТЭ, одно время возглавлял дубль клуба. В 2015 году стал серебряным призёром турнира дублёров. В первой половине 2016 года возглавлял клуб «Смолевичи» в первой лиге, затем вернулся к работе с юношами в БАТЭ.

## Личная жизнь
Женился в 2002 году в день «золотого матча» своей команды.